# Sophie Gent
Sophie Gent (* in Perth, West Australien) ist eine australische Violinistin und Konzertmeisterin im Bereich historische Aufführungspraxis.

## Leben und Wirken
Nach dem Studium der klassischen Violine in ihrer Heimatstadt, bei Paul Wright an der University of Western Australia, vertiefte sie ihr Können zwischen 1999 und 2005 auf der Barockvioline bei Ryo Terakado in Den Haag. Sie errang 2002 mit ihrem Ensemble „Quartett Opera Quarta“, dem auch Tuomo Suni angehörte, die ersten Preise beim „International Van Wassenaer Competition“ und beim „International Premio Bonporti Concours“ in Roveto. Sophie Gent ist aktiv als Solistin und Kammermusikerin. Mit namhaften Ensembles, wie dem „Ricercar Consort“, bei dem sie als erste Sologeigerin aktiv ist, „Il Gardellino“, „L'Armonia Sonora“, „Capriccio Stravagante“, „L'Armonia Sonora“, dem Orchester des Collegium Vocale Gent, der La Petite Bande, dem „Bach Concentus“ oder „Les Muffatti“ tritt oder trat sie regelmäßig als Konzertmeisterin in Erscheinung und spielte zahlreiche Tonträger ein. Sie ist Mitglied des Streichquartetts ‘Mito Dell'arco' in Japan, mit unter anderem Ryo Terakado und dem Cellisten Hidemi Suzuki und sie ist Konzertmeisterin des in Kanada beheimateten „Ensemble Masques“ unter Olivier Fortin. Zusätzlich zu diesen Aktivitäten gründete sie 2010 ihr eigenes Ensemble „The Queens Consort“.
Sophie Gent spielte von 2007 bis 2014 eine Violine von Gennaro Gagliano aus dem Jahr 1732, die ihr von der „Jumpstart Junior Foundation“ zur Verfügung gestellt wurde. Seit 2014 spielt eine Jakob Stainer von 1676, die lange Zeit von Marie Leonhardt gespielt wurde. Sie unterrichtete im Studienjahr 2011–2012 Barockvioline am Amsterdamer Konservatorium.

## Diskografie (Auswahl als Solistin)
- Biber And His Contemporaries, mit dem Ensemble Mensa Sonora (2005, Analekta)
- Johann Gottlieb Graun, Concert, mit dem Ensemble Il Gardellino (2006, Accent)
- William Lawes, The Passion of Musicke (2007, Flora)
- Johann Sebastian Bach, Concerti & Sonata (2007, Analekta)
- Jean-Marie Leclair, Triosonaten (2007, ORF), erhielt den Diapason d’Or
- Consort Music & Airs For Flute – Holborne, Dowland, Scheidt (2008, Paradizo)
- Henry Purcell, Twelve Sonatas in Three Parts mit dem Retrospect Trio (2011, Linn Records)
- Henry Purcell, Ten Sonatas in Four Parts mit dem Retrospect Trio (2011, Linn Records)
- Johann Sebastian Bach, Das Musikalische Opfer mit dem Ensemble Il Gardellino (2013, Passacaille)
- IMITATIO, Werke von Biber, Schmelzer, Poglietti und Kerll, mit dem Ricercar-Consort (2016, Mirare)
- Dieterich Buxtehude, Triosonaten Op. 1, mit dem britischen Ensemble Arcangelo (2017, Alpha Classics) Trailer
- Dieterich Buxtehude, Triosonaten Op. 2, mit dem  Ensemble Arcangelo (2021, Alpha Classics)